# Mozart: c-moll szerenád
Wolfgang Amadeus Mozart egyik művének címe a c-moll szerenád nyolc fúvós hangszerre, K. 388 (K. 384a), amely 1782 nyarán Bécsben keletkezett. Már hangneménél fogva különbözik a szerenádzenék átlagából, hiszen a sötét és szenvedélyes c-moll hangnem kevéssé alkalmas az éji zenék érzelmes-könnyed hangulatának felkeltésére. Néhány évvel később vonósötösre is átírta ezt a darabot (K. 106/516/b)
Az igazi fúvószene voltaképpen külön csoport Mozart kamarazenei művei között, a szó eredeti értelmében nem is kamarazene, mert szabadtéri előadásra szánták. Mozart az 1780-as évek elején több jelentékeny fúvósdarabot is komponált.
Ha figyelembe vesszük, hogy Mozart, ahogyan egyik apjának írt levelében tudósítja, különösen nagy sietséggel komponálta ezt a darabot, akkor megérthetjük, hogy még a gyorsan tető alá hozott, alkalmi műveiben sem volt képes zenei igényességét háttérbe szorítani. Maga Mozart is érezhette, hogy e műve nem szerenádnak való, ezért mintegy két évvel később vonósötösre dolgozta át a darabot.

## Tételek

### Allegro
Különös és rendhagyó mindjárt az első tétel rendkívül hosszú (22 ütemre terjedő) főtémája, amely önmagában is felér egy kisebb drámával. Az egész tétel rendkívül erős szenvedélyek összecsapásának mozgalmas színtere.

### Andante
A lassú második tétel is vívódásról, befelé zokogó fájdalomról vall. Lüktető belső szólamaival, határozott, éles, sokszor kiugró hangsúlyaival, a belső formaszervezés szokatlan egyéniességével messze túlmutat az alkalmi utcai muzsika keretein.

### Menuetto in Canone
A felirata ("in Canone") is ellenpontozó szövésmódot jelez, és ez igazán távol áll a sétálás közbeni esti muzsikálás hagyományos igényeitől.
A Menüett sok tekintetben Ludwig van Beethoven scherzo-tételeinek előfutára: hangulata az első tételével rokon. Triójában haydni mintára rák-kánont alkalmaz a komponista. Ez a technika egyébként barokk előképeken nyugszik.

### Allegro
A zárótétel variációsorozat, amelynek hangszeres ötletei messze sokrétűbbek, mint azt a műfaj megkövetelte volna. A Don Giovanni előképével találkozhatunk: nevezetesen azoknak a fáklyáknak a fényét, amelyek a híres szextettben Donna Anna és Don Ottavio megjelenését kísérik, és amelyeknek zenei megfelelőjét a kürtök hangoztatják a zenekarban. A szerenád fináléjának ötödik variációja kezdődik ezzel a kürtmotívummal.